# Ordem Europeia de Bismarck
A Ordem Europeia de Bismarck foi uma organização dos poderes no continente.

## Objetivo
Ao firmar o pacto Russo-Germânico a Alemanha realizava um jogo duplo, associando-se as duas potências rivais do leste europeu. Na ultima década do século XIX, a França conseguiu romper o isolamento imposto por Bismarck e firmar aliança com a Rússia. O nacionalismo sérvio detonou o equilíbrio que sustentava a ordem bismarckiana. Bismarck, contudo, renunciou à chefia do governo.